# Comuna Varvarivka, Dolînska
Varvarivka (în ucraineană Варварівка) este o comună în raionul Dolînska, regiunea Kirovohrad, Ucraina, formată din satele Novomoskovske și Varvarivka (reședința).

## Demografie
Componența lingvistică a comunei Varvarivka
     Ucraineană (95,7%)
     Rusă (3,38%)
     Alte limbi (0,92%)
Conform recensământului din 2001, majoritatea populației comunei Varvarivka era vorbitoare de ucraineană (95,7%), existând în minoritate și vorbitori de rusă (3,38%).